# Vermivore
Vermivore (du latin vermi, qui signifie « ver » et vorare, « dévorer ») est un terme zoologique désignant les animaux qui mangent des vers.

## Description
Les vermivores sont des animaux qui mangent des vers (y compris les annélides, les nématodes et autres animaux ressemblant à des vers). Les animaux ayant un tel régime alimentaire sont connus pour être vermivores. Certaines définitions sont moins exclusives en ce qui concerne le régime alimentaire, mais limitent la définition à des animaux particuliers, par exemple : Se nourrir de vers ou d'insectes nuisibles. Utilisé pour désigner un oiseau.

## GenreVermivora
Un genre entier de parulidés du Nouveau Monde a reçu le nom de Vermivora.

## Vermivore exclusif
Un vermivore qui se nourrit exclusivement de vers est Paucidentomys vermidax (en), une espèce de rongeur d'un type communément appelé « rat-musaraigne », qui a été découvert en 2011 en Indonésie. Le nom, qui peut être traduit par « souris mangeuse de vers à quelques dents », fait référence au fait qu'elles n'ont que quatre dents et peuvent vivre exclusivement d'un régime alimentaire de vers de terre. Cette dentition réduite chez les mammifères vermivores serait due à une pression sélective relâchée sur l'occlusion dentaire.

## Exemples de vermivores
- Le Merle d'Amérique
- Les Sangsues du genre Americobdella (en)
- LesFourmis
- Les Anoures (Ranidae and Crapauds)
- Les Passereaux du genre Sialia et de la famille des Corvidae, Icteridae, Sturnidae et des Troglodytidae
- La Chevêche des terriers
- La famille de coléoptères terrestres des Carabidae
- Les mille-pattes Centipèdes
- Les Escargots de mer des genres Conus et Jaspidiconus (en)
- Les Oiseaux Galliformes (incluants poules, coqs, paons, faisans, dindons, cailles)
- La sous-famille des Hérissons vrais
- Le Pluvier kildir
- Les kiwis Apterygiformes
- Les lézards Lacertiliens
- Les échidnés à bec courbe du genre Zaglossus[6]
- Les taupes[7]
- Les vers ronds Nématodes
- Les tritons
- Les oiseaux Sittelles
- Les Ornithorynque
- Les Pluviers
- Le serpent Opheodrys aestivus
- Les salamandres
- La Couleuvre verte
- les musaraignes ouSoricidés
- Le Sphenodon
- Les Tortues (espèces marines et terrestres)
- La Bécasse
- les Picidés dont le Pic vert
- le serpent du genre Carphophis